# NASR-1000P
NASR-1000P – egipska bomba przeciwbetonowa wagomiaru 1000 kg. Używana przez lotnictwo Egiptu, a do 2003 roku także Iraku.